# Болгарское телевидение и радио
Болгарское телевидение и радио (Българска телевизия и радио) - существовавшая до 1971 года государственная организация. До 1964 года называлась Болгарское радио. Вела телевизионные передачи по одной программе, радиовещание - по двум программам (до 1946 года - по одной программе), местные радиопередачи велись радиостанциями в Пловдиве (с 2 июля 1955 года), Стара-Загоре и в Варне. В 1971 году вместо него был создан Государственный комитет НРБ по телевидению и радиовещанию.